# Psychoda parthenogenetica
Psychoda parthenogenetica är en tvåvingeart som beskrevs av Tonnoir 1940. Psychoda parthenogenetica ingår i släktet Psychoda och familjen fjärilsmyggor. Arten är reproducerande i Sverige. Inga underarter finns listade i Catalogue of Life.